# Amenthes Planum
Amenthes Planum és una formació geològica de tipus planum a la superfície de Mart, localitzada amb el sistema de coordenades planetocèntriques a 9.2 latitud N i 111.93 ° longitud E, que fa 953 km de diàmetre. El nom va ser aprovat per la UAI l'any 2006 i fa referència a una característica d'albedo.